# ناندو
ناندو هو لاعب كرة قدم برازيلي، ولد في 31 أكتوبر 1987 في بيلو هوريزونتي في البرازيل. لعب مع Gazprom-Ugra Yugorsk ‏.